# Камо грядеши

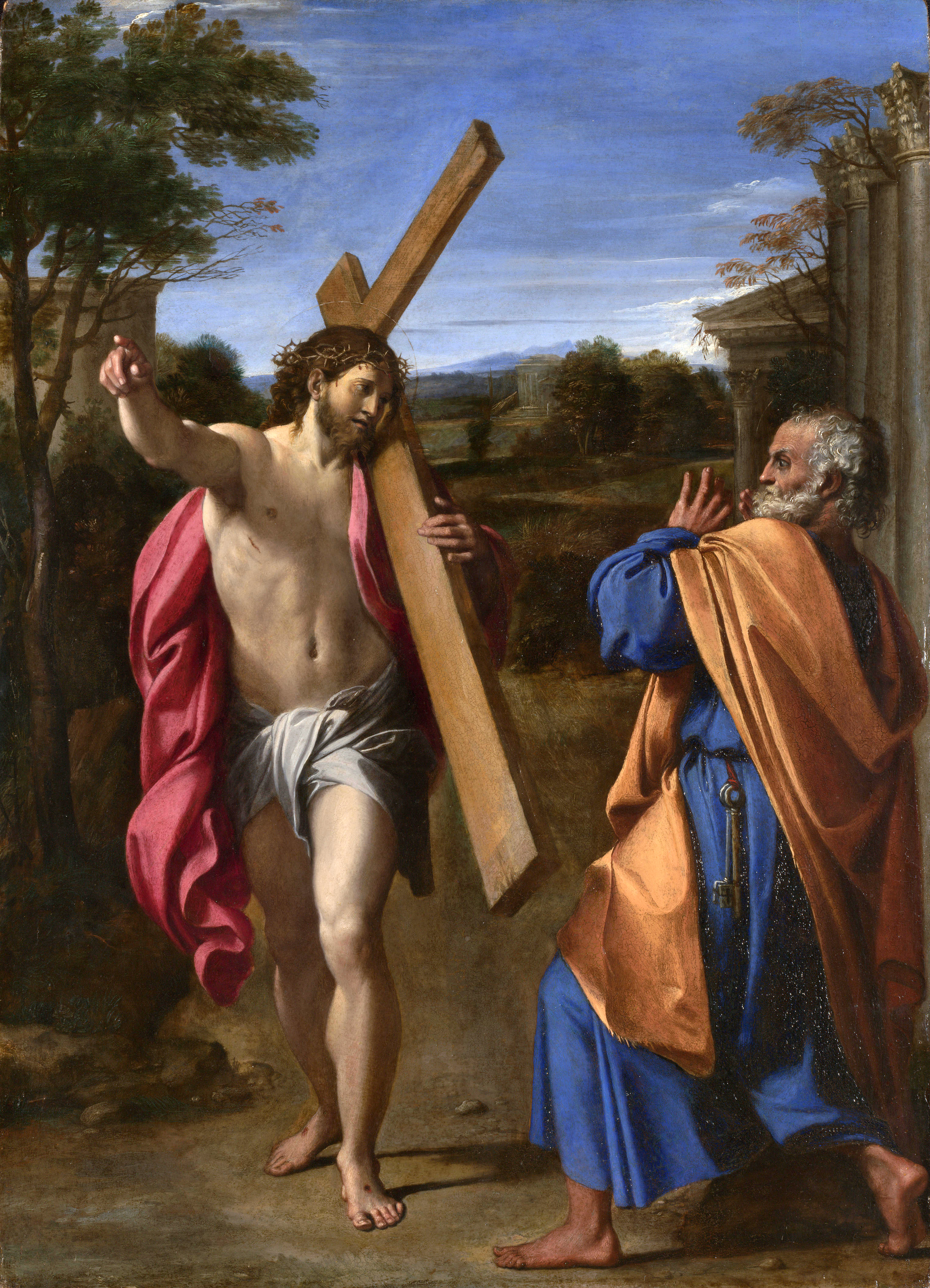
Аннибале Карраччи. Domine, quo vadis? (1602)

Ка́мо гряде́ши, Го́споди? (ст.‑слав. Камо грядеши, рус. Куда Ты идёшь, Господи?, лат. Quo vadis, Domine?) — старославянский перевод фразы, сказанной, по преданию, апостолом Петром Иисусу Христу, когда апостол во время гонений императора Нерона на христиан покидал Рим.
Ранее апостол Пётр сказал эту фразу Иисусу Христу на Тайной вечере (Иоан. 13:33—36). В Риме существует церковь Домине-Кво-Вадис («Господи, камо грядеши?»), расположенная на месте, где, по изложенному в апокрифических «Деяниях Петра» преданию, апостол Пётр встретил Христа, к которому обратился с вопросом: «Куда Ты идёшь, Господи?» (лат. Quo vadis, Domine?). Услышав ответ: «За то, что ты оставил Мой народ (почти все христиане в Риме были убиты по приказу императора после великого пожара), Я иду в Рим на второе распятие» (Quoniam relinqui populum Meum, Romam vado iterum crucifigi), Апостол попросил разрешения у Господа идти с Ним (Domine, tecum veniam). После прибытия в Рим Пётр был распят вниз головой, приняв мученическую смерть.
В переносном смысле фраза «Камо грядеши?» является предложением (в форме вопроса) задуматься, правильно ли человек живёт, туда ли идёт в своей жизни, верны ли его жизненные цели, ценности и т. п. Используется также в прямом смысле, как шутливо-торжественная форма вопроса о конечной цели чьего-либо движения.

## В культуре
Польский писатель Генрик Сенкевич является автором романа «Камо Грядеши» (1895), который несколько раз был экранизирован, включая версию 1951 года, номинированную на восемь премий Оскар. За этот и другие романы Сенкевич получил Нобелевскую премию по литературе 1905 года.
Подробней см.: Quo vadis.